# Старческая немощность
Старческая немощность или Старческая немощь — особое вызванное старением состояние дряхлости организма, которое обычно связано с потерей организмом физиологического резерва и более низкую толерантность к стрессовым событиям. Наиболее распространённое определение требует наличия 3 или более из 5 показателей — потеря веса, истощение, слабость, медлительность и низкая физическая активность.
Дряхлость является фактором риска для многих последствий для здоровья человека, включая падения, инвалидность, потребность в длительном уходе и смерть.
Дряхлость резко увеличивается с возрастом, её распространённость составляет 5,2 % у мужчин и 9,6 % у женщин в возрасте старше 65 лет. Эти показатели вырастают до 40% у лиц в возрасте 80 лет и старше. Дряхлость увеличивает риск падений, делирия, инвалидности и других гериатрических синдромов. Она также увеличивает уязвимость для возрастных заболеваний, таких как инфаркт миокарда, инсульт, диабет 2 типа и гипертония.  Вместе с тем у некоторых очень старых людей (> 90 лет) нет  сопутствующих заболеваний, что, вероятно, объясняет, почему они живут дольше, чем в среднем. Однако в какой-то момент и они "внезапно" становятся "хрупкими", и пока не ясно почему. Потомство долгожителей, по-видимому, наследует способность противостоять старческой немощи — оно менее подвержено дряхлению, чем потомство не долгожителей. Долгожители, вследствие наследуемого генома способны лучше справляться с возрастающими по мере старения энергетическими затратами для поддержания здоровья. Так, например, многие долгожители, являются носителями ассоциированного с долголетием варианта гена BPIFB4, вследствие чего у них снижено число иммунных клеток с разрушающим НАД+ белком CD38 на наружней мембране и, вследствие этого, имеют значительно более высокий уровень циркулирующего в крови НАД+ что способствует долголетию.

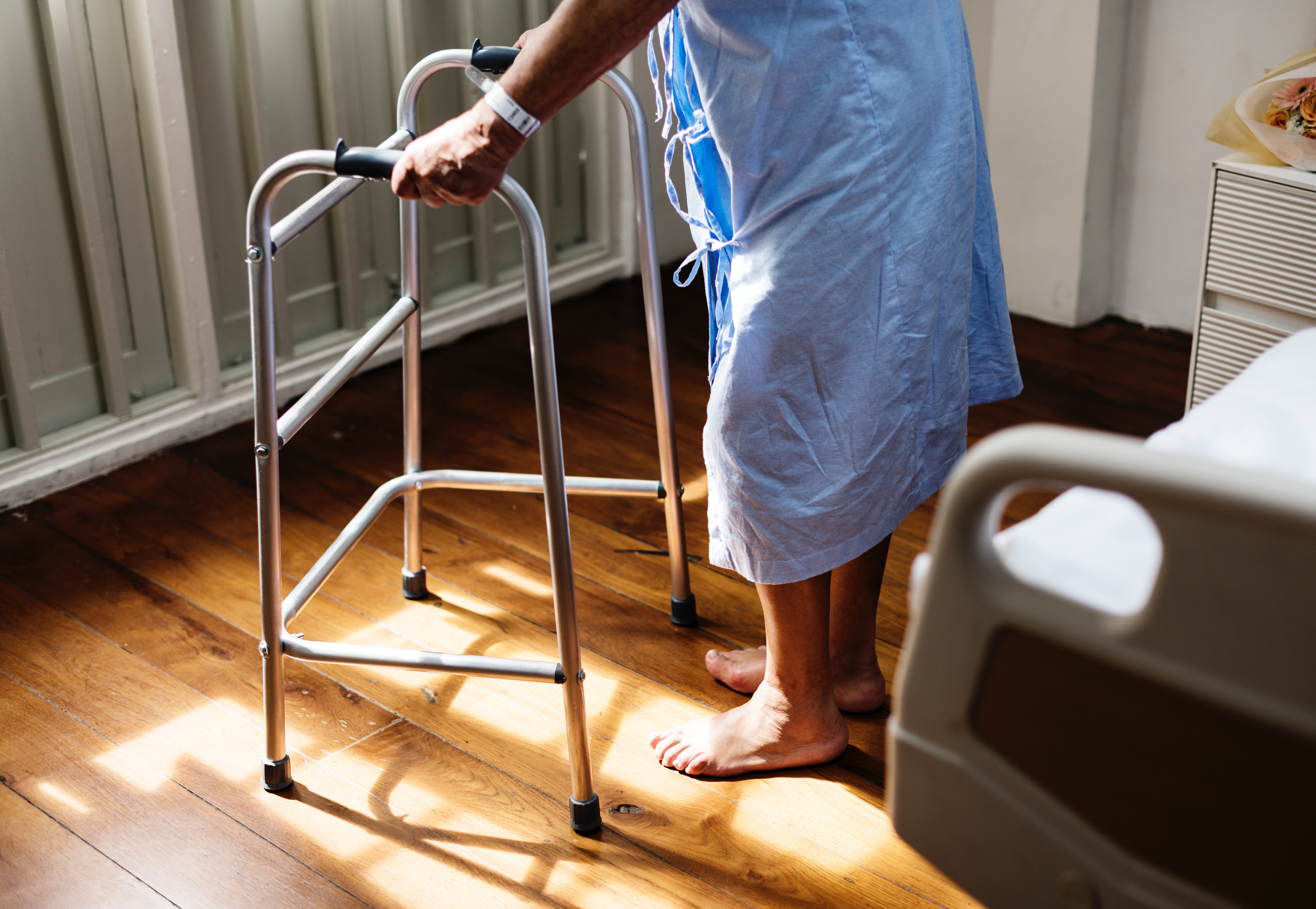
Пожилым людям для того чтобы ходить приходится пользоваться тростью, ходунками или ролятором

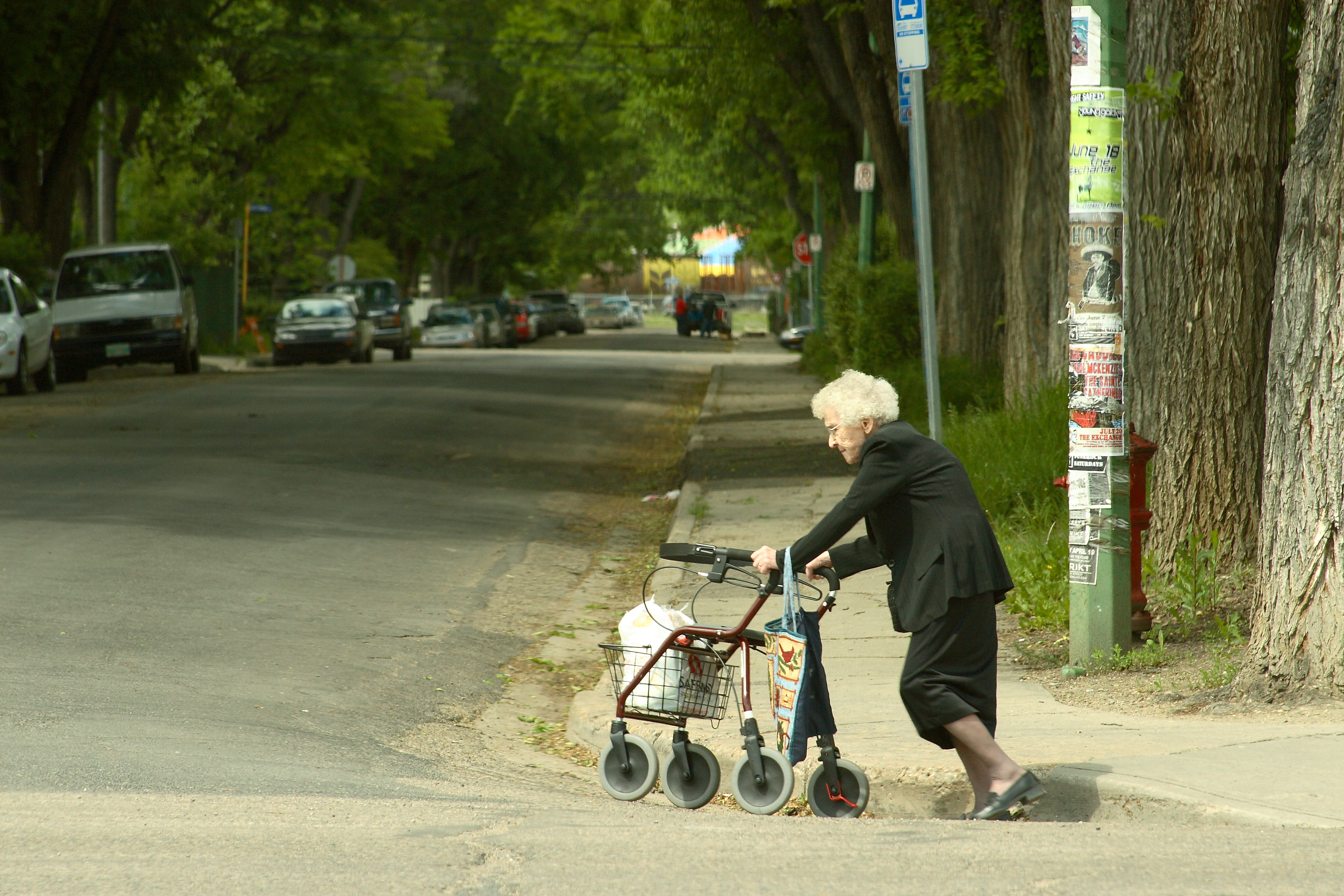
пожилая женщина с ролятором

## Критерии немощи
Раннее выявление старческой немощи может помочь предсказать потерю подвижности, возможность выйти на открытый воздух и своевременно предпринять лечебные меры чтобы снизить смертность среди пожилых людей.
1.  Слабость: а) Пациент сообщает о «некоторых затруднениях», «больших затруднениях» или «неспособен сделать», когда их спрашивают о затруднениях при поднятии или переноске чего-либо весом до 5 кг; б) сила захвата, оцениваемая в доминирующей руке с помощью динамометра, где «слабый» определяется как самые низкие 20% от исходной популяции с поправкой на индекс массы тела. Обычно норма это 34 ± 5 кг для мужчин и 22 ± 5 кг для женщин.
2.  Плохая выносливость: а) Пациент сообщает «некоторые трудности» или «большие трудности», когда их спрашивают о трудностях при переходе из одной комнаты в другую;  б) Пациент сообщает о любом из следующего за последний месяц: упадок сил, необычайная усталость или необычайная слабость.
3.  Медлительность: а) самые медленные 20% в зависимости от времени, необходимого для завершения ходьбы на 4-6 метров, с поправкой на пол и рост стоя; б) по результатам теста "up-and-go" (встань и иди) если он превышает 12 секунд.
4.  Низкая физическая активность: ответ «менее активен» на вопрос «по сравнению с большинством мужчин или женщин вашего возраста, вы бы сказали, что вы более активны, менее активны или примерно так же».
5.  Уменьшение веса: непреднамеренная потеря веса не менее 10% после 60 лет или ИМТ менее 18,5 кг/м2.
6. Тест на статическое равновесие. От способности поддерживать равновесие зависит риск падений и других неблагоприятных последствий для здоровья.
Неспособность стоять без опоры на одной ноге в течение 10 секунд была связана с повышенным риском смерти от любой причины на 84% в течение следующего десятилетия.  По данным авторов теста доля тех, кто не может стоять на одной ноге 10 секунд, составила: около:
- 5% среди 51-55-летних;
- 8% среди 56-60-летних;
- 17% среди 61-65-летних; и
- 36% среди 66-70-летних;
- 53% людей в возрасте 71-75 лет[13].

В качестве еще одного критерия используется наличие фенотипа смурф (smurfness) - предсмертного периода жизни, когда слизистая оболочка кишечника перестает функционировать должным образом и в результате резкого увеличения проницаемости кишечника («синдром дырявого кишечника»), происходит усиление транслокации микробных продуктов, таких как липополисахариды из кишечника в кровоток, что впоследствии вызывает хроническое, подострое системное воспаление не связанное с инфекцией, называемое инфламмэйджингом. Этот критерий чаще используется для выявления старческой немощи у мелких существ, таких как мухи. Фенотип smurf у мух идентифицируют по синему окрашиванию тела после скармливания им нетоксичного синего пищевого красителя, который у молодых мух обычно  в кровь из желудочно-кишечного тракта не попадает.
О старческой немощи могут свидетельствовать также нарушения зрения и потеря слуха, а в особо тяжёлых случаях также обоняния и вкуса.
Некоторые исследователи разработали способы оценки - индекс хрупкости (Frailty Index (FI), базирующиеся на большом числе критериев, например на 31 показателе.
Используется также так называемый индекс внутренних возможностей (intrinsic capacity index). Обзор множества методов его оценки, показал что стандартных общепринятых методов и критериев оценки пока не существует.
По предварительным данным пациенты со старческой немощью отличаются от здоровых субъектов значительно пониженным содержанием в крови двух микроРНК: miR-101-3p и miR-142-5p, что в дальнейшем позволит использовать эти специфические микроРНК в качестве возможных биомаркеров старческой немощи.

## Механизмы развития немощи
Причинами старческой немощи на молекулярно-биологическом уровне являются: хроническое воспаление, обозначаемое термином "инфламмэйджинг",  старение и истощение стволовых клеток, потеря протеостаза, снижение метаболизма,  повреждение ДНК и дефицит репарации ДНК, нарушение регуляции гормонов и эпигенетические изменения.  Так, в частности поддержание  мышечной массы и гомеостаз мышц требуют тонкой модуляции экспрессии генов с помощью механизмов, в которых решающую роль играют микроРНК и длинные некодирующие РНК (lncRNA). МикроРНК модулируют ключевые этапы миогенеза скелетных мышц, включая обновление сателлитных клеток, пластичность и регенерацию скелетных мышц.
Исследования протеома выявили ряд белков, которые были как положительно, так и отрицательно связаны с клиническим фенотипом старческой немощи. Двумя главными белками, положительно связанными с немощью, были: белок, связывающий жирные кислоты сердца (FABP) и белок, связывающий жирные кислоты, адипоцитов (FABPA), а также, относящийся к адипокинам гормон жировой ткани лептин, что указывает на важную роль пути метаболизма липидов в развитии дряхлости.  
Помимо этих белков были повышены уровни фактора свертывания крови IXab, белка-антагониста рецептора медиатора  воспаления и иммунитета интерлейкина-1 (IL-1Ra), родственного фоллистатину белка 3 (FSTL3), а также гомолога пероксидазина (PXDN) и HtrA серинпептидазы 1 (HTRA1)
Основными белками, которые были отрицательно связаны с индексом FI старческой немощи, были: белок ANTR2, который участвует в ангиогенезе и сборке матрикса в базальной мембране;  рецептор эпидермального фактора роста (ERBB1) и белок NELL1, недостаточная экспрессия которого, как известно, связана с недостаточной минерализацией скелета и возрастным остеопорозом.

## Профилактика и лечение
Лучшим средством профилактики старческой немощи является умеренная физическая нагрузка и здоровое питание, а также тренировка памяти и способности к познанию, обучению.
Поскольку повышение риска переломов и падений ведущих к потери подвижности и увеличению количества госпитализаций связано с ослаблением скелетных мышц и их массы, в качестве одного из средств профилактики старческая немощи у людей старше 65 лет, особенно у прикованных к постели или ведущих сидячий образ жизни, предложено длительное использование пищевой добавки бета-гидрокси-бета-метилбутирата (HMB), из-за его анаболических и антикатаболических свойств. Ежедневный приём по 2-3 грамма этого препарата способствует повышению качества мускулатуры и при этом не имеет выраженных побочных эффектов. Эта рекомендация в первую очередь касается людей с плохим аппетитом, получающих недостаточное количество белка и других необходимых веществ в виде пищи.  Поскольку β-гидрокси-β-метилбутират кальция хуже усваивается организмом, желательно использовать БАД или пищу с высоким содержанием белка, к которой добавлен бета-гидрокси-бета-метилбутират, а препараты кальция давать отдельно.
Очень важно вовремя выявить хроническую потерю мышечной массы, которая увеличивает риск серьезных падений… и даже смерти. Этот процесс можно обнаружить с помощью простого анализа мочи «Миомар» (похожего на домашний тест на беременность), разработанного для домашнего мониторинга потери мышечной массы.
Одним из факторов риска ускоренной потери мышечной массы, плохой физической работоспособности и падений признана недостаточность витамина D. Поэтому рекомендуется тем пациентам у которых уровень витамина D3 ниже 30 нг/мл  принимать также капсулы витамина D3 (по 1000-2000 МЕ/день, поделенные на две дозы) до достижения в сыворотке крови уровня достаточного диапазона (30–60 нг/мл) на протяжении трех месяцев.

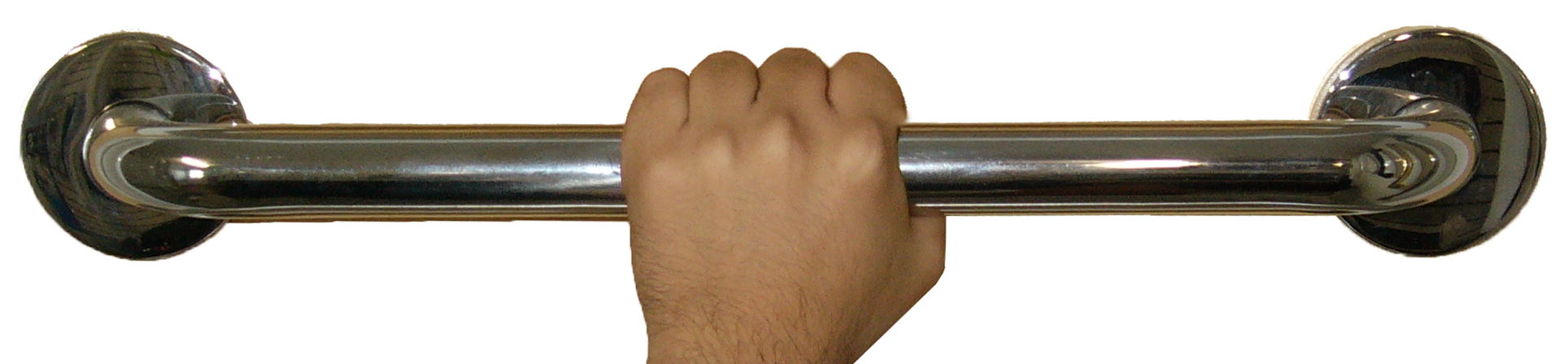
Поручни в туалете и коридоре для предотвращения падений пожилых людей дома

Поскольку постельный режим и ограничение передвижений пожилых, приводящие к немощи, часто обусловлены травмами полученными при падениях, необходимо по возможности  снизить вероятность травм пожилых людей, вызванных падением, включая приподнятые сиденья для унитаза, поручни, мягкие и не скользкие напольные покрытия с некоторым уровнем амортизации, предназначенные для уменьшения жесткости пола, чтобы ослабить ударные силы, действующие на тело в случае падения, а также высокотехнологичные носимые подушки безопасности, которые при падении раскрываются за долю секунды. Следует также обучать пожилых людей техникам безопасного падения, хотя не ясно смогут ли пожилые люди, подверженные риску падений, безопасно освоить защитные движения и, в конечном итоге, применять эти движения в реальных ситуациях падения, чтобы минимизировать риск травм, связанных с падением.
Поскольку частой причиной падений являются головокружения и потеря равновесия, рекомендуется проверить не являются ли головокружения результатом использования принимаемых пациентом лекарств и по возможности ограничить их прием. В ряде случаев эффективной профилактикой потери равновесия могут служить периодические кратковременные курсы приема комбинации препаратов пирацетама и циннаризина или просто циннаризина, или же меклизина.

### Перспективные разработки
- α-кетоглутарат (AKG) стимулирует рост мышц, заживление ран и более быстрое восстановление после операции[47][48][49]
- MYMD-1, пероральный селективный ингибитор фактора некроза опухоли-альфа (TNF-α), вызывающего хроническое воспаление, показал, по предварительным данным, эффективность в доклинических исследованиях как препарат для замедления процесса старения предотвращения саркопении и слабости. В настоящее время проходит 2-ю фазу клинических испытаний методов лечения им саркопении и старческой слабости (NCT05283486).
- Фарнезол, компонент многих эфирных масел, как недавно показано на мышах, может быть полезен в очень малых дозах для лечения связанных со старением саркопении и слабости мышц, а также Болезни Паркинсона.
- Рекомбинантный Сестрин-1 (SESN1) улучшал силу и физическую выносливость у старых мышек получивших травмы[50].
- Локамидазол (locamidazole, LAMZ) производное аминоиндазола, которое за счет увеличения мышц и костной ткани восстанавливает двигательную активность, имитируя передачу сигналов кальция, приводящую к активации необходимых для миогенеза генов PGC-1α и MEF2C как при физических упражнениях[51].
- Маравирок, антиретровирусный препарат, используемый для лечения ВИЧ-инфекции, предложено использовать как фармакологический сенотерапевтический препарат для лечения возрастной саркопении мышц[52].
- Использование для снижения давления ингибиторов кальциевых каналов (таких как верапамил, циннаризин) по данным некоторых исследований было связано со снижением риска старческой слабости на 70%[53], если только неправильно подобранные слишком большие дозы не привели к чрезмерному снижению давления [54].